# 劉亮佐
劉亮佐（1967年11月18日—），綽號阿斗。現居於台北市，畢業於再興國小、再興國中、再興高中、國立臺北藝術大學戲劇學系、國立臺北藝術大學劇本創作研究所。是一名在電視以及劇場界編、導、演全能的工作者，就讀北藝大期間與李柏君學習傳統戲曲9年。2021年起，擔任臺北海洋科技大學演藝時尚事業管理學系主任。曾主持三立『在台灣的故事』4年多。現任妻子為趙小僑。2017年起，發起「兩岸扶青戲劇創投峰會」劇本徵選計劃，2021年舉辦第5屆時計劃名稱更改成「筋斗雲劇本創投平台」。

## 演出作品

### 電視劇
| 年份   | 播出頻道                       | 劇名                                  | 角色           |
| ------ | ------------------------------ | ------------------------------------- | -------------- |
|        | 華視                           | 《莒光園地-虛擬遊戲》                 | 雜誌社總編     |
|        | 超視                           | 《廣告ESP-ARSABLUE CLUB》             | 秀場主持人     |
|        | 超視                           | 《老鄧搞新聞-看誰在說話》             | 蟑螂           |
| 1996年 | 中視                           | 金鐘獎單元劇《希望‧選擇》             |                |
| 2000年 | 民視                           | 民視劇場 - 《男人天堂》               | 阿斗           |
| 2000年 | 公視                           | 《小草的成長日記》                    | 爸爸           |
| 2001年 | 公視                           | 《水果冰淇淋》                        | 王大德         |
| 2001年 | 公視                           | 《石頭的故事》 金鐘獎單元劇           |                |
| 2001年 | 衛視                           | 《我們一家都幸福》                    |                |
| 2001年 | 台視                           | 《薰衣草》                            | Simon          |
| 2002年 | 中視                           | 《來我家吧》                          |                |
| 2002年 | 中視                           | 《麻辣高校生》                        | 王大千         |
| 2002年 | 台視                           | 《紫色角落》                          | 林桑           |
| 2003年 | 台視                           | 《名揚四海》                          | 劉茂盛         |
| 2003年 | 中視                           | 《Hi 上班女郎》                       | 斗哥           |
| 2003年 | 華視、三立                     | 《西街少年》                          | 王叔           |
| 2003年 | 衛視                           | 《第8號當鋪》                         | 總監           |
| 2004年 | 八大、華視                     | 《戰神》                              | 史老師         |
| 2004年 | 華視、三立                     | 《紫禁之巔》                          | HUGO           |
| 2004年 | 中視                           | 《愛情風暴--美麗99》                  | 麥可           |
| 2004年 | 三立台灣台                     | 《台灣龍捲風》                        | 孫大志         |
| 2004年 | 華視                           | 《舞動奇蹟》                          | 王約漢         |
| 2005年 | 東森                           | 《極速傳說》                          |                |
| 2005年 | 東森                           | 《愛戀兩千米》                        | 太極           |
| 2005年 | TVBS                           | 《八星報喜》                          | 雄爸           |
| 2005年 | 台視、三立                     | 《王子變青蛙》                        | 丁元勳         |
| 2006年 | 台視、三立                     | 《愛情經紀約》                        | 導演           |
| 2006年 | 八大                           | 《大老婆小老公》                      | 莊兆偉         |
| 2006年 | 中視                           | 《白色巨塔》                          | 賴成旭         |
| 2007年 | 華視                           | 《至尊玻璃鞋》                        | 鐵近鋼         |
| 2007年 | 台視                           | 《星星知我心2007》                    | 葉世良         |
| 2007年 | 台視、三立                     | 《放羊的星星》                        | HEDDA          |
| 2007年 | 中視                           | 《18禁不禁》                          | 趙爸           |
| 2007年 | 八大                           | 《終極一家》                          | 教授           |
| 2008年 | 衛視、民視                     | 《原來我不帥》                        | 賴正義         |
| 2008年 | 中視、八大                     | 《籃球火》                            | 老爹           |
| 2009年 | 公視、華視                     | 《我在1949，等你》                    | 韓本立         |
| 2009年 | 公視、TVBS                     | 《痞子英雄》                          | 簡大德         |
| 2009年 | 台視、三立                     | 《下一站，幸福》                      | 林律師         |
| 2010年 | 中視、GTV                      | 《就想賴著妳》                        | 劉律師         |
| 2010年 | 華視、TVBS                     | 《星光下的童話》                      | 麥問           |
| 2010年 | 公視                           | 《他們在畢業的前一天爆炸》            | 校長           |
| 2010年 | 中視                           | 《流氓校長》                          | 金亮斗         |
| 2011年 | 台視、三立                     | 《醉後決定愛上你》                    | 李達夫         |
| 2013年 | 民視                           | 《原來是美男》                        | 金大牌         |
| 2014年 | 三立                           | 《我的自由年代》                      | 謝父           |
| 2014年 | TVBS歡樂台                     | 《16個夏天》                          | 梁哥           |
| 2014年 | 八大                           | 《終極X宿舍》                         | 郝國民         |
| 2018年 | 公視                           | 《你的孩子不是你的孩子-媽媽的遙控器》 | 紀國豐         |
| 2020年 | 三立都會台                     | 《未來媽媽》                          | 嚴國信         |
| 2021年 | 愛奇藝、緯來電影台、台視       | 《逆局》                              | 楊盛韜         |
| 2023年 | Netflix                        | 《模仿犯》                            | 梁永坤         |
| 2023年 | friDay影音                     | 《火星上的維納斯》                    | 李教授、DR.LEE |
| 2024年 | CATCHPLAY+、愛奇藝、八大戲劇台 | 《茁劇場－非殺人小說》                | 邱敬賢         |

### 迷你劇集
| 年份   | 播出頻道 | 劇名             | 角色   |
| ------ | -------- | ---------------- | ------ |
| 2020年 |          | 《都嘛是你的毛》 | 陸名川 |

### 電視電影
| 年份   | 播出頻道 | 劇名               | 角色   |
| ------ | -------- | ------------------ | ------ |
| 2018年 | 公視     | 《無界限》         | Ghost  |
| 2020年 | 公視     | 《陽光電台不打烊》 | 楊崇光 |

### 電影
| 年份   | 片名                   | 角色         |
| ------ | ---------------------- | ------------ |
| 1991年 | 《牯嶺街少年殺人事件》 | 嘴子         |
|        | 《剪刀、石頭、布》     | 小學訓導主任 |
|        | 《女湯》               |              |
|        | 《我的神經病》         | 餐廳廚師     |
|        | 《飛俠阿達》           | 練功弟子     |
|        | 《只要為你活一天》     | 小皮         |
| 1992年 | 《暗戀桃花源》         | 順子         |
| 2000年 | 《一一》               | 學校主任     |
| 2007年 | 《沉睡的青春》         | 蘇醫師       |
|        | 《飛啊！卡夫卡》       | 阿達         |
|        | 《那一個晚上10pm》     | 會計         |
| 2014年 | 《寒蟬效應》           | 張處長       |
| 2016年 | 《你好，疯子！》       | 韓沐山       |
| 2020年 | 《無聲》               |              |
| 2020年 | 《腿》                 | 總務科主任   |
| 2021年 | 《瀑布》               | 大樓管理員   |
| 2024年 | 《環南時候》           |              |
| 2024年 | 《餘燼》               | 屠檢察官     |

### 舞台劇
- 舞臺劇《收信快樂》飾 李政國
- 舞臺劇 春禾劇團《歡喜鴛鴦樓》飾 周舍
- 舞臺劇《一婦五夫》  飾 福里波波里侯爵
- 舞臺劇《千禧蟲蟲歷險記2001版》飾 檔案總管、Email郵差
- 舞臺劇 綠光劇團《黑道害我真命苦》飾 泥鰍
- 舞臺劇《千禧蟲蟲歷險記》飾 檔案總管、Email郵差
- 舞臺劇《私人劇會》
- 舞臺劇《菩薩的三十七種修行之李爾王》
- 舞臺劇《今晚菜色如何？娘子！》
- 舞臺劇《九九狂講曲》「誰在一壘？」與「繼續打架五千年」
- 舞臺劇 綠光劇團《結婚！結昏？~辦桌-典藏版》 飾 新郎李俊賢
- 舞臺劇《絕不付帳》飾 國強
- 舞臺劇《夜夜夜麻》飾 演山豬
- 舞臺劇《我和我和他和他》飾 火車車長、飛機空少、賓館服務員、賓館領班、餐廳服務生、賓館服務生、毛毛
- 舞臺劇《運將、黑道、狗和他的老婆們》  飾 包本富
- 舞臺劇《意外死亡（非常意外）》  飾 刑警阿光
- 舞臺劇《步步驚笑》  飾 男一
- 舞臺劇《寶島一村》  飾 吳將軍、李子康
- 舞臺劇《仰觀蒼穹四百年─伽利略的一生》（2009全球天文年在台灣的活動） 飾 伽利略
- 舞臺劇《誰家老婆上錯床》飾 郎寧
- 舞臺劇綠光劇團《外遇遇見羊》
- 舞臺劇屏風劇團《2010忘情版婚外信行為》
- 舞臺劇《洪堡親王》飾 霍亨斯特
- 舞臺劇《亨利四世》飾 華斯特
- 舞臺劇《暗戀桃花源》飾 順子
- 舞臺劇《海鷗》飾 梅福登
- 舞臺劇《彼岸》飾 說書人
- 舞臺劇《湯姆歷險記》飾 印地安喬
- 舞臺劇《一個善良的女人》飾 吉姆斯
- 舞臺劇《瓦斯心》飾 藝術家
- 舞臺劇《夏日煙雲》飾 父親
- 舞臺劇《沉琴記》飾 警察與嫖客
- 舞臺劇《童話短路》飾神仙與王子
- 舞臺劇《親愛的死者》飾約丹
- 舞臺劇《搶錢的世界》飾威廉‧柯而斯
- 舞臺劇故事工廠《莊子兵法》飾莊文森
- 舞臺劇果陀劇場《淡水小鎮》飾老王
- 舞臺劇果陀劇場《妳和我和他的真相》

## 中國歌劇
- 中國歌劇《閻惜姣》飾 宋江
- 中國歌劇《王婆罵雞》 飾 公道伯

### 傳統戲曲
- 傳統戲曲《時遷偷雞》飾 店家
- 傳統戲曲《天官賜福》、《水漫金山寺》飾 財神、法海

### 歌劇
- 歌劇《諾亞方舟》飾 上帝

### 京劇
- 京劇《溪皇莊》 飾 花德雷

### 中國歌劇
- 中國歌劇《和氏璧》飾 報馬子

### 廣告
- 1989年《中興百貨》飾演 踩高蹺
- 1993年《鮪魚條子》 飾演 痞子
- 1994年《水蓮山莊》飾演 爸爸
- 1997年《百吉冰棒》飾演 吃冰者
- 1998年《匯通銀行》飾演 舞者
- 1998年《花王奇兵助燙劑》飾演 嘮叨丈夫
- 1999年《豪帥男子美容》飾演 科長
- 1999年《中國信託》飾演 落跑主管
- 2000年《富邦信用卡昏倒篇》飾演 昏倒者
- 2000年《富邦信用卡搶付帳篇》演員
- 2000年《戶口普查貫口篇》演員
- 2000年《戶口普查手機篇》演員
- 2001年《富邦信用卡賭神篇》飾演 賭神
- 2002年《富邦信用卡全壘打篇》飾演 全壘打王
- 《木質地板專用，愛地潔》
- 《華陀-東蟲夏草雞精》
- 《白蘭洗衣粉-阿亮促銷篇》
- 《公共電視-老照片說故事》
- 《八八坑道-大笑大哭篇》

## 主持作品
| 年份 | 播出頻道   | 節目名稱                     |
| ---- | ---------- | ---------------------------- |
|      | 三立電視台 | 《在台灣的故事》（台灣人文） |
|      | 衛視中文台 | 《一路南北騎》（單車旅遊）   |

### 廣播
| 年份 | 播出頻道 | 節目名稱           |
| ---- | -------- | ------------------ |
|      | NEWS98   | 《Do Re Mi亮范店》 |
|      | 飛碟電台 | 《一點關係》       |
|      | 飛碟電台 | 《生活大師》       |

## 編導作品

### 電視劇
- 電視劇《我們一家都是人之寶島大國民》 超級電視台  編導
- 電視劇《我們一家都是人之一間客棧》 超級電視台 編導
- 電視劇《我們一家都是人之台灣精神》 超級電視台 編導
- 電視劇《我們一家都是人之清流工廠》  超級電視台 編導
- 電視劇《我們一家都是投資人》 華人商業台  編導
- 電視劇《青春六人行》 華視 導演

### 電視歌舞單元劇
- 電視歌舞單元劇《愛情哇沙米》 中視 編導

### 電視節目
- 電視節目《水果冰淇淋》第八季 公共電視台 導演

### 舞台劇
- 舞台劇《又一夜，他們說相聲》  表演工作坊  編劇
- 舞台劇《媽媽咪噢》 如果兒童劇團  編劇
- 舞台劇《隱形貓熊在哪裡》 如果兒童劇團  編導
- 舞台劇《愛情哇沙米》  春禾劇團 編導
- 舞台劇《故事大盜》 如果兒童劇團 編導
- 舞台劇《九九狂講二部曲》 九九劇團  編導
- 舞台劇《千禧蟲蟲歷險記》 如果兒童劇團 編導
- 舞台劇《流浪狗之歌》 如果兒童劇團 編導
- 舞台劇《達摩》 藝術學院聯合呈現 導演

### 脫口秀
- 趙自強、郎祖筠《GIDA餐廳脫口秀》 GIDA餐廳 編導
- 英文教學VCD《生活美語脫口秀-What are you talking about?》 惠聚多媒體 編導

### 中國歌劇
- 中國歌劇《鄭成功》副導演
- 中國歌劇《王婆罵雞》 曲竺音樂工作坊 導演

### 傳統戲曲
- 傳統戲曲《時遷偷雞》 國立藝術學院 劇本改編

### 兒童歌劇
- 兒童歌劇《奇妙神蹟》 士林教會 導演
- 兒童歌劇《剪羊毛》 漢聲兒童合唱團 導演
- 兒童歌劇《地心一日》 台北兒童合唱團 導演

### 相聲
- 相聲劇本《紫色藥丸》 相聲瓦舍「黑色幽默」 編劇

## 獎項紀錄
| 年份   | 頒獎典禮     | 獎項                       | 影片             | 角色     | 結果 |
| ------ | ------------ | -------------------------- | ---------------- | -------- | ---- |
| 2003年 | 第38屆金鐘獎 | 單元劇導演獎               | 《愛情哇沙米》   |          | 提名 |
| 2007年 | 第42屆金鐘獎 | 最佳社區綜藝獎             | 《在台灣的故事》 |          | 提名 |
| 2016年 | 第51屆金鐘獎 | 迷你劇集／電視電影男配角獎 | 《銅板少年》     | 阿泰爸爸 | 提名 |